# Adrián Slávik
Adrián Slávik (Považská Bystrica, 12 aprile 1999) è un calciatore slovacco, difensore del Podbrezová.

## Caratteristiche tecniche
È un terzino destro.

## Carriera
Cresciuto nel settore giovanile dell'AS Trenčín, debutta in prima squadra il 27 maggio 2018 in occasione dell'incontro di Superliga vinto 2-1 contro lo Žilina; a partire dalla stagione seguente viene promosso definitivamente in prima squadra.

## Statistiche
Statistiche aggiornate al 12 marzo 2021.

### Presenze e reti nei club
| Stagione        | Squadra         | Campionato      | Campionato | Campionato | Coppe nazionali | Coppe nazionali | Coppe nazionali | Coppe continentali | Coppe continentali | Coppe continentali | Altre coppe | Altre coppe | Altre coppe | Totale | Totale | Totale |
| Stagione        | Squadra         | Comp            | Pres       | Reti       | Comp            | Pres            | Reti            | Comp               | Pres               | Reti               | Comp        | Pres        | Reti        | Pres   | Reti   |        |
| --------------- | --------------- | --------------- | ---------- | ---------- | --------------- | --------------- | --------------- | ------------------ | ------------------ | ------------------ | ----------- | ----------- | ----------- | ------ | ------ | ------ |
| 2017-2018       | AS Trenčín      | SL              | 1          | 0          | CS              | 0               | 0               |                    | -                  | -                  |             | -           | -           | 1      | 0      |        |
| 2018-2019       | AS Trenčín      | SL              | 12+1       | 0          | CS              | 0               | 0               | UEL                | 0                  | 0                  |             | -           | -           | 13     | 0      |        |
| 2019-2020       | AS Trenčín      | SL              | 7          | 0          | CS              | 1               | 0               |                    | -                  | -                  |             | -           | -           | 8      | 0      |        |
| 2020-2021       | AS Trenčín      | SL              | 10         | 0          | CS              | 0               | 0               |                    | -                  | -                  |             | -           | -           | 10     | 0      |        |
| Totale carriera | Totale carriera | Totale carriera | 31         | 0          |                 | 1               | 0               |                    | 0                  | 0                  |             | -           | -           | 32     | 0      |        |